# Friedrich Carl Arndt
Friedrich Carl Arndt (* 19. Januar 1772 in Groß Schoritz; † 2. Juni 1815 in Stralsund) war ein deutscher Jurist, Stadtrichter und Bürgermeister in Bergen auf Rügen.

## Leben
Friedrich Carl Arndt war der Sohn des Ludwig Nikolaus Arndt (1740–1808) und der Eleonore Dorothea Schumacher. Er war ein jüngerer Bruder von Ernst Moritz Arndt. Beide wurden von Hauslehrern unterrichtet, von 1783 bis 1786 von Joachim Gottfried Danckwardt, der sie mit den Idealen der Aufklärung bekannt machte.
Friedrich Carl Arndt besuchte ab 1789 das Gymnasium in Stralsund und studierte anschließend ab 1791 an der Universität Greifswald Rechtswissenschaften. 1794 folgte er seinem Bruder an die Universität Jena. Als er dort 1798 immer noch studierte, entsandten die Eltern seinen Bruder Ernst Moritz nach Jena, um die Verhältnisse des jüngeren zu regeln.
Friedrich Carl kehrte nach Schwedisch-Pommern zurück und arbeitete als Advokat. Er setzte sich für die entrechteten Leibeigenen ein und „trieb durch ordentliche Prozesse einige Edelleute zugunsten der Bauern zu Paaren“, wie Ernst Moritz Arndt in seinen „Erinnerungen aus dem äußeren Leben“ schrieb. 1799 wurde er Tribunaladvokat am Kreisgericht in Bergen auf Rügen und 1806 Prokurator am Amtsgericht. Als Abgeordneter der Stadt vertrat er diese auf dem Greifswalder Landtag von 1806, den er als „Tragikomödie“ bezeichnete. Ab November 1809 war Friedrich Carl Arndt Stadtrichter und Bürgermeister in Bergen.
Bereits 1801 hatte er seine Base Anna Caroline Elisabeth Arndt (1781–1850) geheiratet, Tochter seines Onkels Hinrich Arndt (1726–1811) auf Posewald. Die Ehe blieb kinderlos. Von 1809 bis 1815 wohnten die beiden in einem Haus am Bergener Markt gegenüber der Landvogtei.
Friedrich Carl Arndt erlitt 1815 in Stralsund einen Schlaganfall, an dessen Folgen er verstarb. Er wurde auf dem St.-Jürgen-Friedhof beigesetzt.